# 価格比較サイト
価格比較サイト（かかくひかくサイト）とは複数のショッピングサイト、オークションサイトなどの情報を集め商品の価格やラインナップを一括して整理・比較できる情報サイトのことである。家電製品やパソコン、化粧品、ガソリン、引越し、車、バイクなどさまざま商品やサービスが比較されている。

## 概要
複数の店の販売価格を横断的に検索でき、価格の低い順番やメーカー別に並べ替えができるなど利便性が高い。価格や送料など、その時点でもっとも得な条件のサイトから商品を購入できるので商品を店頭やオンラインショップで購入する前の価格比較やネットオークションで入札する前の入札額設定に役に立つ。
ショッピング比較サイトの中には単なる一覧・比較だけではなくそのまま商品が購入できたり用語解説や統計が参照できるサイト、掲示板でユーザー同士が情報を交換しあえるサイト、独自のポイント還元サービスがあり加盟サイトでショッピングなどをするとポイントがもらえ一定量たまると現金に換金できるサービスがあるサイトもある。
価格比較サイトの情報の鮮度について
価格比較サイトは定期的に、ショッピングサイトを巡回して、商品の価格を自身のデータベースに格納している。
エンドユーザーが検索した際、保持しておいた情報を表示するという仕組みが一般的。
そのため、ショッピングサイトのデータベースは情報が膨大であるため、最新価格を得ることは困難で、情報が正確でない場合がある。
価格比較サイトへの参加費用について
ショッピングサイトが価格比較サイトに商品を掲載するには費用を要すサイトとそうでないサイトがある。
Googleショッピングは商品を掲載時に費用がかからない。

## 問題点

### 複数の価格提示をめぐる問題
2011年1月、2つの買い取り価格比較サイトにおいて、「バイク王」を運営する「アイケイコーポレーション」が実際には自社のみが価格提示しているのにも関わらず、あたかも6つの業者が価格提示して競い合っているかのように装っていたことが発覚した。これについて、専門家から比較サイト全体の信用性に関する問題であるとの指摘が出ている。

### 独占的地位の利用をめぐる問題
2017年6月、欧州委員会はグーグルがEU域内において2008年ごろから独占的な地位を乱用して自社の価格比較サイトを目立つ位置に表示したり、競合サイトの表示を格下げするなどの検索結果の操作を行っていたとしてEU競争法違反で24億2000万ユーロの制裁金を科した。